# USS New Hampshire (SSN-778)
O USS New Hampshire é um submarino nuclear de ataque operado pela Marinha dos Estados Unidos e a quinta embarcação da Classe Virginia. Sua construção começou em abril de 2007 nos estaleiros da General Dynamics Electric Boat em Connecticut e foi lançado ao mar em fevereiro de 2008, sendo comissionado na frota norte-americana em outubro do mesmo ano. É armado com doze lançadores verticais de mísseis e quatro tubos de torpedo de 533 milímetros, tem um deslocamento de quase oito mil toneladas e alcança uma velocidade máxima de 32 nós.